# Vladislav 1. af Polen
Vladislav 1. den korte (polsk: Władysław I Łokietek), født 1260/1261, død 2. marts 1333, var konge af Polen i perioden 1320–1333. Han var gift med Jadwiga Kaliska.
Vladislav var hersker og fyrste af Kujavia i Polen. Det lykkedes ham at besejre en række polske lensherrer og forene Polen, som ellers længe havde været opdelt i mindre fyrstedømmer. I 1320 lod han sig krone som hele Polens konge. I 1315 indgik han en forbundspagt med de nordiske lande. Han førte i flere omgange krig mod Den Tyske Orden.